# Anthracothorax nigricollis
El mango gorginegro (Anthracothorax nigricollis), también denominado mango pechinegro (en Colombia y Venezuela), mango de garganta negra (en Perú) o picaflor vientre negro (en Argentina, Paraguay y Uruguay), es una especie de ave apodiforme de la familia Trochilidae comúnmente denominados colibríes, perteneciente al género Anthracothorax . Es nativo del oriente de América Central y de América del Sur.

## Distribución y hábitat
Se distribuye desde el oeste de Panamá, por Colombia, oeste y este de Ecuador, Venezuela, hacia el este hasta Trinidad y Tobago, Guyana, Surinam y la Guayana francesa, y hacia el sur por el este de Perú, norte y este de Bolivia, este de Paraguay hasta el noreste de Argentina y norte de Uruguay,  y casi todo Brasil, excepto grandes partes del norte, oeste y este de la cuenca del Amazonas y el noreste árido.
Habita todos los tipos de ecosistemas, evitando apenas entrar en selvas densas, permaneciendo en sus bordes. Prefiere vegetaciones abiertas, tipo jardines, con arbustos y árboles dispersos, incluyendo parques y jardines en áreas urbanas, cultivos, bordes de bosques, márgenes de ríos, 3), de caminos, y otros tipos de ambientes fragmentados y degradados. Sin embargo, también puede ser encontrado en áreas no perturbadas, como campos rupestres en las montañas del este de Brasil, desde que sean relativamente abiertas. Otros hábitats más abiertos, como bosques caducifolios en el norte de Venezuela, parecen ser visitados con menos frecuencia, o tal vez estacionalmente. Normalmente confinado en áreas tropicales por debajo de los 1000 m de altitud, pero registrado hasta los 1400 m en el norte de Venezuela, 1700 m en el este de Colombia y hasta los 2000 m en el este de Brasil.

## Descripción
Mide en promedio 10,2 cm de longitud y pesa 7,2 g. Su pico largo y negro es ligeramente curvo. La cola para ambos sexos es de color vinácea con plumas verde azuladas en el área central y puntas negras; en la hembra el extremo de las puntas es blanco. El macho es verde metálico vivo por arriba, por abajo una faja negra que va de la barbilla al centro del abdomen, bordeada de azul brillante en la garganta y pecho, flancos verdes. A contraluz o con mala iluminación parece todo negro. La hembra es igual al macho por arriba y por abajo es blanca con una faja mediana negra de la barbilla al abdomen.
Los que todavía no han madurado, muestran unos puntos grises en su cabeza y alas; alrededor de sus ojos, un tono chocolate.
Esta especie es muy similar al mango gorgiverde (Anthracothorax viridigula). Aunque el mango gorginegro macho tiene el plumaje más negro en su parte inferior, esta y otras diferencias en el plumaje no son fáciles de confirmar en este campo de estudio por la mínima variación de pigmento de una especie a la otra. Las hembras de ambas especies pueden llegar a ser inseparables, aun cuando al mango gorginegro le haga falta el color cobrizo en su parte superior que tiene su relativo.

## Comportamiento
Puede migrar largas distancias, como registrado en el sureste de Brasil, aunque estos movimientos migratorios no han sido estudiados detalladamente.

### Alimentación
Como otros colibríes, se alimentan de néctar, sobre todo de las flores de árboles grandes. También son insectívoros. Frecuenta árboles floridas en locales más abiertos y bebederos de colibríes.

### Reproducción

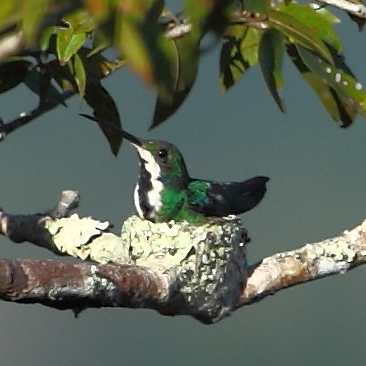
Ejemplar hembra en su nido en Novo Mundo, Mato Grosso, Brasil.

El nido es en forma de taza con borde alto, construido en una rama horizontal sin fijarse a hojas y sin colgar, similar al de Eupetomena macroura. Usa fibras vegetales suaves y telas de araña en su construcción.

### Vocalización
No vocaliza mucho, mientras se alimenta puede emitir un  tsik.

## Sistemática

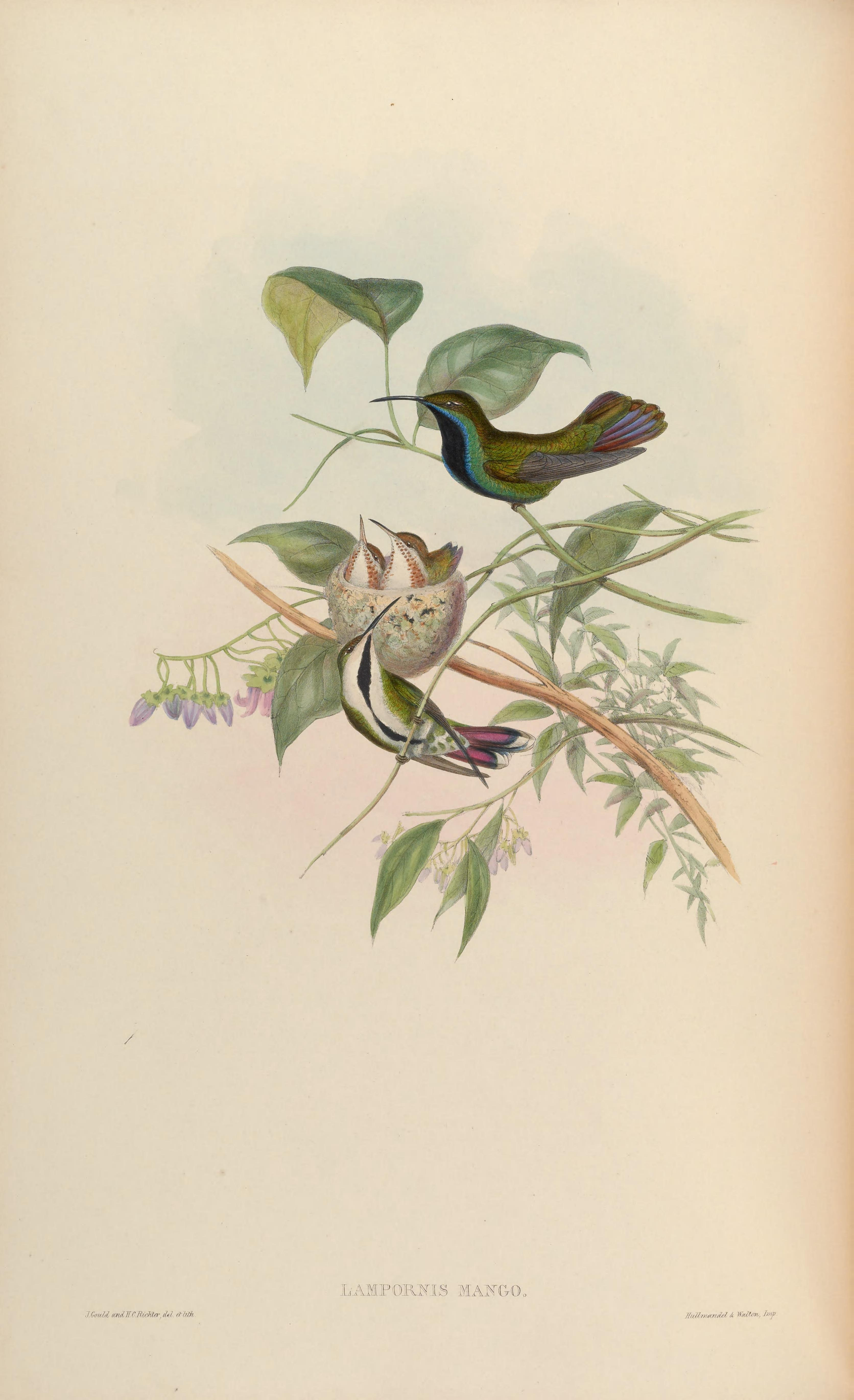
Lampornis mango sinónimo de Anthracothorax nigricollis, ilustración de Gould y Richter en A monograph of the Trochilidae, or family of humming-birds vol. 2, 1861.

### Descripción original
La especie A. nigricollis fue descrita por primera vez por el ornitólogo francés Louis Pierre Vieillot en 1817 bajo el nombre científico Trochilus nigricollis; la localidad tipo es «Brasil».

### Etimología
El nombre genérico masculino «Anthracothorax» se compone de las palabras del griego «anthrax» que significa ‘carbón’, y «thōrax» que significa ‘pecho’; y el nombre de la especie «nigricollis», se compone de las palabras del latín «niger» que significa ‘negro’, y «collis» que significa ‘de cuello’.

### Taxonomía
La subespecie iridescens ha sido anteriormente tratada como subespecie de Anthracothorax prevostii con base en la aparente similitud de la hembra con las hembras de las subespecies de prevostii. Sin embargo, un análisis más cuidadoso del plumaje de las hembras, que varía considerablemente, indica que, por ahora, está mejor situado en la presente especie. Las formas descritas Lampornis nigricollis caeruleicauda Floericke, 1920 y A. nigricollis miki Dunajewski, 1938 se consideran sinónimos de la nominal. La forma descrita Chrysolampis chlorolaema Elliot, 1870, es un híbrido entre la presente especie y Chrysolampis mosquitus.

### Subespecies
Según las clasificaciones del Congreso Ornitológico Internacional (IOC)  y Clements Checklist/eBird  se reconocen dos subespecies, con su correspondiente distribución geográfica:
- Anthracothorax prevostii nigricollis (Vieillot), 1817 – oeste de Panamá y Colombia al este hasta Trinidad y Tobago y Las Guayanas, al sur hasta Perú, Bolivia, Paraguay, noreste de Argentina, sur de Brasil y norte de Uruguay.
- Anthracothorax prevostii iridescens (Gould), 1861 – pendiente del Pacífico del oeste de Ecuador y extremo noroeste de Perú (Tumbes).